# هيئة المتطوعين الصربية
هيئة المتطوعين الصربية أو متطوعون المقاومة الشعبية هي "ميليشيا" مكونة من الصرب العرقيين أنشأتها مملكة هابسبورغ لمحاربة الدولة العثمانية أثناء الحرب العثمانية النمساوية (1788–1791). لم يكن الصراع مع القوات التركية حاسماً. أدى التمرد في سنجق سمندر وعمليات الميليشيا إلى احتلال صربيا من قِبل هابسبورغ، كان الإحتلال في الفترة 1788 -1792 . كان لهيئة المتطوعين الصربية ميراثاً بإنشاء وتعزيز قوات شبه عسكرية كما حدث في الانتفاضة الصربية الأولى.

## التاريخ
أنشئت هيئة المتطوعون الصربية في Banat Military Frontier بقوام 5000 جندي مكونة من اللاجئين الفارين من الصراعات في الدولة العثمانية. حاربت الهيئة لتحرير صربيا وضمها لحكم مملكة هابسبورغ. القائد الأساسي كان نمساوي يدعى ميهايلو ميهالجيفيتش Mihailo Mihaljević. كان الجنود متواجدون على حدود هابسبورغ والدولة العثمانية.
استخدم النمساويون الهيئة في محاولتين فاشلتين للاستيلاء على بلغارد أواخر عام 1787 وأوائل عام 1788.

## التنظيم
وفقًا لوثيقة من 6 نوفمبر 1789، تضمن:
- سرب واحد من الخيالية
- 18 سرية من الجنود
- 4 سرايا من الفرسان

مجموع الجنود الكلي 5,049 جندي.

## اللباس
لباسهم مشابه لرجال الحدود مع القليل من الاختلافات.

## النتيجة
أنسأ النمساويون هيئة حرة جديدة الصرب والبوسنة في عام 1793.